# Ararinha-de-testa-vermelha
A ararinha-de-testa-vermelha (Ara rubrogenys) é uma espécie de ave da família das araras.
Possui plumagem verde, testa vermelha, cauda verde com penas azuladas, bico cinza-escuro, olhos laranjas e patas cinza-escuras. Ocorre somente na Bolívia. Corre grave risco de extinção.